# Maurice De Preter

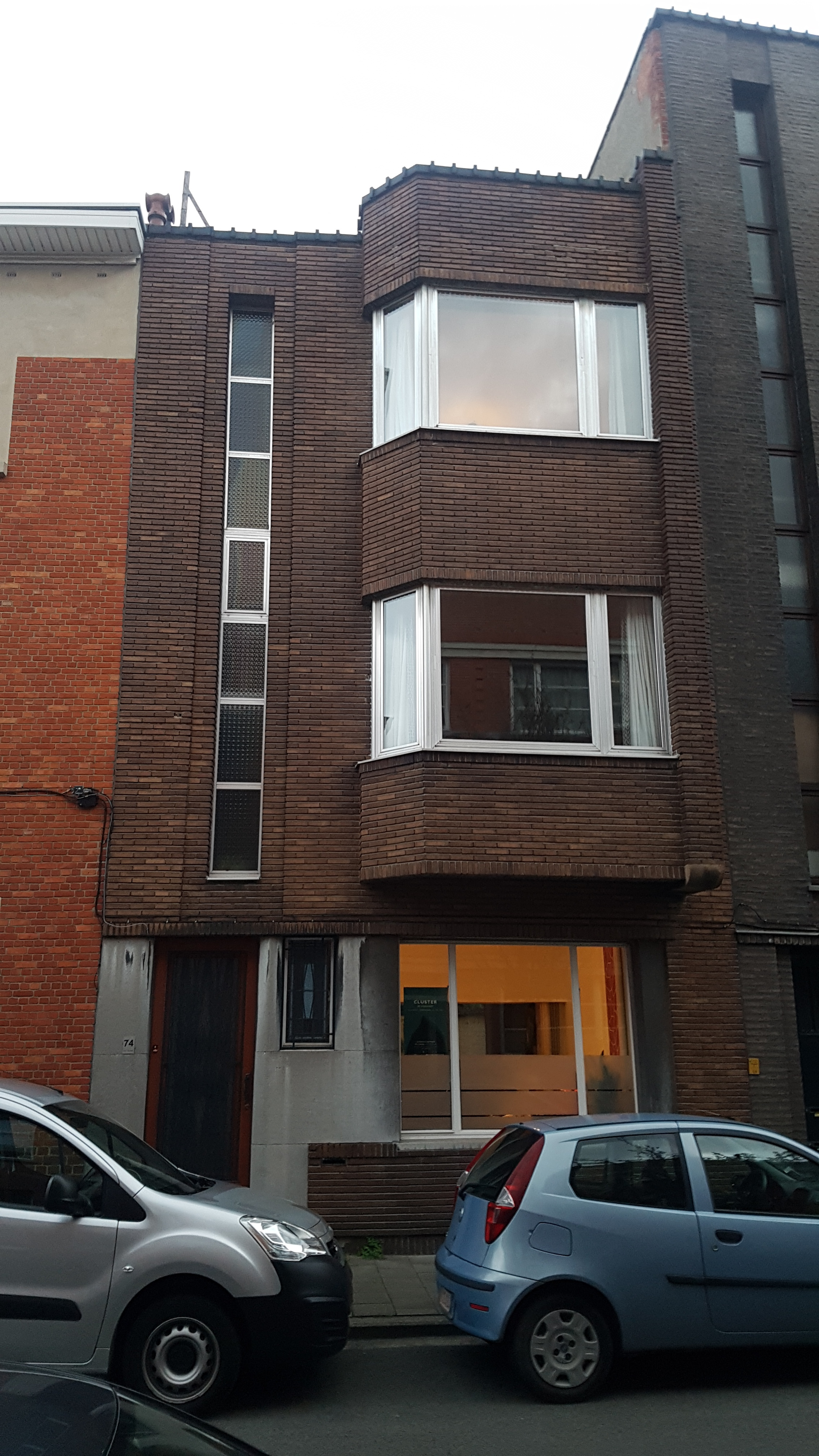
Woning Jakob Heremansstraat 74, Gent (oktober 2019)

Mauritius Gustavus (Maurice) De Preter (Gent, 27 maart 1881 – aldaar/Gentbrugge, 14 mei 1963) was een Belgisch dirigent.
Hij was zoon van reiziger Ludovicus Josephus De Preter en Virginia Demetter. Hij trouwde op 8 mei 1906 met zangeres Palmyre Roeland.
De Preter, ook wel De Prêter, kreeg zijn muziekopleiding aan het Koninklijk Conservatorium Gent. Hij studeerde er vanaf zijn achtste notenleer (docent Oscar Roels, eerste prijs 1896), dwarsfluit (docent Adolphe Léonard, eerste prijs 1900), piano, harmonieleer (docent Paul Lebrun, tweede prijs 1900), fuga (docent Émile Mathieu, tweede prijs 1901) compositieleer. Nog voor zijn afstuderen op de fluit, maakte hij al deel uit van het Grand Théâtre Royal in zijn geboortestad. Vanaf 1898 ontwikkelde hij zich van fluitist tot repetent, koorleider (achter de piano), tweede dirigent (vanaf 1905) en eerste dirigent (vanaf 1910). De directie pakte hij op onder begeleiding van Simon Jacob Henriques de la Fuente. Tot de Eerste Wereldoorlog combineerde hij met werkzaamheden voor de Franse Opera (Tháâtre Royal Français de la Haye) in Den Haag (1911-1913) en Le palais d’hiver in Pau (1913-1914). In de oorlog vluchtte het gezin naar Engeland, waar hij privé operaonderwijs gaf in Londen en Bristol.
In 1920 was hij terug in België en werd er tot 1950 de dirigent van de Gentse Opera, en dat combineerde hij vanaf 1930 weer met een docentschap notenleer aan het conservatorium aldaar. In 1946 volgde pensioen in die laatste functie.
Als dirigent vernieuwde hij het operarepertoire. Hij leidde niet alleen voorstellingen van oude opera’s die voor het eerst in Gent werden uitgevoerd, maar leidde ook premières van nieuw Belgisch werk, zoals van Joseph Van der Meulen (Heer Halewijn, 1927) en Jules-Toussaint De Sutter (Maya, 1951).
Hij componeerde zelf een aantal liederen, waaronder Cantilene, Il pleut, Chanson triste, Le drapeau, Jardin de rêve, Le nénuphar.
Rond 1933 gaf hij architect Jan-Albert De Bondt opdracht tot het bouwen van een huis aan de Gentse Jakob Heremansstraat 74, dat onder meer vanwege haar afwijkend uiterlijk ten opzichte van de andere bebouwing zou uitgroeien tot Onroerend erfgoed.